# Światowa Organizacja Syjonistyczna

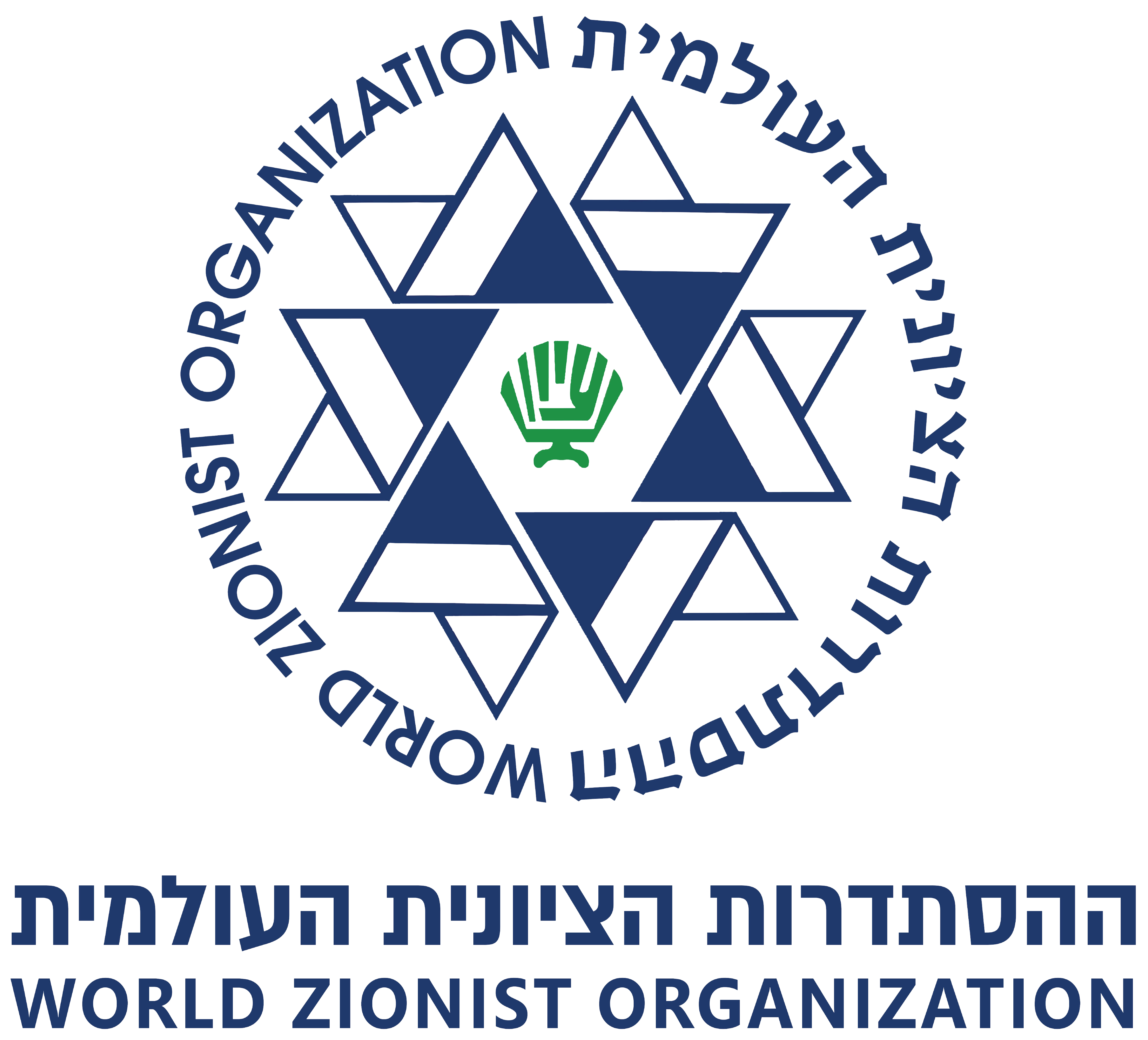
Logo Światowej Organizacji Syjonistycznej

Światowa Organizacja Syjonistyczna (ang. The World Zionist Organization, WZO) – żydowska organizacja, która skupia i koordynuje działalność wszystkich organizacji syjonistycznych na świecie.

## Historia
Została założona 3 września 1897 roku na I Światowym Kongresie Syjonistycznym w Bazylei (Szwajcaria). Jej pierwotną nazwą była: Organizacja Syjonistyczna. Głównymi założycielami byli: Theodor Herzl i Max Nordau. Jej celem była organizacja i udzielanie wsparcia żydowskiej akcji osiedleńczej w Palestynie. Podczas I Kongresu Syjonistycznego uchwalono „Program Bazylejski” – obiecano narodowi żydowskiemu utworzenie ojczyzny w Palestynie. Dokonano wyboru flagi i hymnu państwowego przyszłego państwa Izrael. Poczyniono także starania, które miały na celu przekonać mocarstwa europejskie, by poparły ideę stworzenia państwa żydowskiego w Palestynie, która wówczas znajdowała się pod panowaniem tureckim.
W latach 1902–1914 Organizacja Syjonistyczna utworzyła 29 nowych osad żydowskich w Palestynie.
W 1905 roku po okresie silnych napięć i dyskusji w środowiskach syjonistów na świecie, V Kongres Syjonistyczny ostatecznie ustalił, że „Ziemią Obiecaną” dla narodu żydowskiego będzie Palestyna.
11 lipca 1920 roku w Londynie powstała Międzynarodowa Organizacja Syjonistyczna Kobiet (ang. Women’s International Zionist Organization), która skupiała się na edukacji kobiet i dzieci, oraz na aktywnej pomocy dla imigrantów żydowskich w Palestynie.
Od 1929 roku jej organem wykonawczym jest Agencja Żydowska. Najwyższym organem Organizacji Syjonistycznej jest Kongres, zbierający się z reguły co 4 lata. Wyłania on Radę Generalną, przewodniczącego i egzekutywę.
16-25 sierpnia 1939 roku odbył się w Genewie XXI Kongres Syjonistyczny. Manifestacyjnie odrzucono na nim postanowienia trzeciej „białej księgi”, w której Wielka Brytania zamykała drogę ucieczki do Palestyny przed nazistami dla europejskich Żydów.
11 maja 1942 roku w obliczu coraz lepiej znanych faktów dotyczących Holocaustu, przedstawiciele Organizacji Syjonistycznej spotkali się z amerykańskimi i brytyjskimi przywódcami politycznymi. Do spotkania doszło w Nowym Jorku (USA), w hotelu Baltimore. Żądano otwarcia Palestyny dla żydowskiej imigracji. Rozmowy z Brytyjczykami były obiecujące, gdyż rozważano projekt podziału Palestyny.
Pierwszy Kongres Syjonistyczny po zakończeniu II wojny światowej odbył się 9 grudnia 1946 roku w Bazylei. Kongres zaakceptował plan utworzenia państwa żydowskiego w Palestynie. Jednocześnie odrzucono brytyjskie propozycje, które zakładały stworzenie wspólnego żydowsko-arabskiego państwa w Palestynie.
29 listopada 1947 roku Zgromadzenie Ogólne Organizacji Narodów Zjednoczonych przyjęło rezolucję nr. 181. Była to decyzja w sprawie podziału Palestyny na dwa państwa: żydowskie i arabskie. Państwo żydowskie miało liczyć 14 257 km kw. powierzchni i 935 tys. mieszkańców. Państwo arabskie zaś 11 664 km kw. powierzchni oraz 814 tys. mieszkańców. Państwo żydowskie miało składać się z trzech kawałków, o trudnych do obrony granicach. Poza jego granicami miała być także stolica judaizmu i symbol tradycji żydowskiej – Jerozolima.
Po tej uchwale wszystkie organizacje syjonistyczne ogłosiły akcję zwaną „Fundusz Pomocy Walczącej Palestynie” (Gijus). Zbierano środki finansowe oraz werbowano ochotników, którzy mieli wesprzeć budowę nowo tworzonego państwa Izrael.
Gdy 14 maja 1948 powstało niepodległe państwo Izrael, większość jego administracji już funkcjonowała na miejscu. Działająca od lat Organizacja Syjonistyczna stworzyła podstawy państwa żydowskiego.
W styczniu 1960 Organizacja Syjonistyczna zmieniła swoją nazwę na Światowa Organizacja Syjonistyczna. Centrala znajduje się w Jerozolimie.

## Członkowie i delegaci
Członkostwo jest otwarte dla wszystkich Żydów. Prawo głosowania dla delegatów na Kongresy jest zabezpieczone przez zakup szekla. W każdym Kongresie biorą udział delegacje z całego świata, z różnych kręgów politycznych i religijnych tradycji.

## Przewodniczący
- Theodor Herzl (1897–1904)
- Dawid Wolffsohn (1905–1911)
- Otto Warburg (1911–1921)
- Chaim Weizman (1921–1931)
- Nahum Sokolow (1931–1935)
- Chaim Weizman (1935–1946)
- Dawid Ben Gurion (1946–1956)
- Nachum Goldmann (1956–1968)
- Ehud Awri’el (1968–1972)
- Louis Arie Pincus (1972–1973)
- Arje Dulcin (1973–1975)
- Pinchas Sapir (1975)
- Arje Dulcin (1975–1976)
- Josef Almogi (1976–1978)
- Arje Dulcin (1978–1987)
- Simcha Dinic (1987–1994)
- Jechi’el Leket (1994–1995)
- Awraham Burg (1995–1999)
- Salaj Meridor (1999–2005)
- Ze’ew Bielski (2005–2009)
- Awraham Duwdewani (od 2010)

Opracowane na podstawie materiału źródłowego.

## Współpraca
W 1899 roku Theodor Herzl utworzył w Wielkiej Brytanii żydowski bank Żydowski Trust Kolonialny (ang. Jewish Colonial Trust). Było to finansowe ramię Organizacji Syjonistycznej. Bank gromadził środki finansowe od Żydów na całym świecie, które były przekazywane na wsparcie żydowskiej kolonizacji w Palestynie.
W 1901 roku na II Kongresie Syjonistycznym w Bazylei utworzono Żydowski Fundusz Narodowy (hebr. Keren Kajemet LeIsrael), który gromadził środki finansowe na zakup ziemi oraz zalesianie Palestyny.
W 1920 Keren ha-Jesod sfinansował osadnictwo żydowskie w Palestynie poprzez takie przedsięwzięcia jak np. Palestine Electric Company, Palestine Potash Company i Anglo-Palestine Bank.